# Ventrifossa petersonii
Ventrifossa petersonii és una espècie de peix de la família dels macrúrids i de l'ordre dels gadiformes.

## Morfologia
- Els mascles poden assolir 42 cm de llargària total.[5][6]

## Hàbitat
És un peix d'aigües profundes que viu entre 296-1019 m de fondària, tot i que, normalment, ho fa entre 350-700.

## Distribució geogràfica
Es troba a Somàlia, Kenya i des del Mar d'Andaman fins a Indonèsia.